# 世界のどっかにホウチ民
『ナイナイの海外定住実験バラエティー 世界のどっかにホウチ民』（ナイナイのかいがいていじゅうじっけんバラエティー せかいのどっかにホウチみん）は、TBS系列で2015年4月23日（木曜日）未明（22日（水曜日）深夜）から水曜『テッペン!』枠（23:53 - 翌0:38（JST、以下略。））で放送されていたドキュメントバラエティ番組であり、「アイ・アム・冒険少年」の後継番組である。
「ホウチ民」とは、「放置民」とベトナムの革命家「ホー・チ・ミン」、およびベトナム南部の都市「ホーチミン市」を合わせた言葉。

## 概要
「海外ロケ番組」とだけ聞かされて集められた海外経験のない4人の男女が、行き先もわからぬまま見知らぬ土地に「ホウチ（放置）」される。その4人（＝ホウチ民）が、ビザが切れるまでの3か月の間にどのように暮らし、どのように生き抜いていくのかをナインティナインの2人が見届ける。

番組は4人の生活の模様を映したロケパートと、ナインティナインがいるスタジオとそれぞれの生活地4か所を中継して進行するスタジオパートに分かれて進行。ロケパートは同行する撮影スタッフ1名のカメラの映像と、4人がそれぞれ用意されたハンディカメラで自分を撮影した映像で構成される。またスタジオパートでは後述のルールとは別にナインティナインから各ホウチ民に「指令」が出されることがある。

### ルール
- 4人には現地到着時に、それぞれの国の通貨で10万円分にあたる現金を支給。
  - 英語がほぼ通じないボリビアに放置された森田に限り、スペイン語辞書を併せて支給。
- 着替えなどの私物はリュックサックとキャリーケースに入れて持ち込み可能。
- 同行スタッフの手助けは、警察沙汰などの場合を除いて受けられない。
- 自力で住まいを探し、仕事を見つけ、定められた「90日間」の期間を生き延びて、最初にホウチされた場所に戻って来ることで「ゴール」となる。

ちなみにホウチ民たちのビザは就労ビザでは無い。現地での生活費は自力で稼ぐことが求められるが、法令の都合上アルバイト等による賃金は直接受け取ることはせず、給与相当額を番組側から支給するシステムを取る。

### テーマ曲
- オープニングテーマ - ADAM at『MONOLITH』
- エンディングテーマ - HERO『たった一つの花』

## 出演
スタジオパートMC
- ナインティナイン
  - 岡村隆史
  - 矢部浩之

ホウチ民（「」内は番組中でのキャッチコピー、色は番組内でのそれぞれのテーマカラーに準拠）
■ゆりやんレトリィバァ「アメリカかぶれの田舎娘」
- ホウチ先： アメリカ合衆国・ニューヨーク

奈良県の田舎出身でアメリカのドラマや映画に憧れてきたゆりやんは、人生初のニューヨークに最初は感激していたが、初日は宿を見つけることも出来ず、現実の壁に突き当たる。しかし現役モデルやアーティスト志望など超個性的なメンバーが集まるシェアハウスに入居することになり、生活が一変。同居人にアルバイト先を紹介してもらったり、現地のコメディショーの舞台に立たせてもらうなど徐々に生活は充実したものとなり、次第にゆりやんは、24歳ながら男性とキスをしたこともない状態から「ニューヨークで恋をすること」まで夢見るようになる。恋に長けた同居人たちの手助けとアドバイスを受け、初めはマッチングアプリを利用し、次第に夜の街へ遊びに行くなど積極的に行動。男性たちとの出会いを重ねて自信をつけ、遂にはアルバイト先で片想いをしていた同僚の男性とのファーストキスに成功した。最後はシェアハウスの仲間たちに涙ながらに感謝の言葉を伝え、90日間のドラマチックな生活を終える。しかし帰国後のスタジオで、司会の矢部から、実は初キスの相手となった男性には4年前から付き合っている彼女が居たという事実を告げられ、ゆりやんの恋はショックのうちに幕を閉じた。
■田中美晴「人生初の一人暮らし」
- ホウチ先： ザンビア・リビングストン

国内でも一人暮らしの経験がなかった22歳の若手女優・美晴は、キリンが見守る自然保護区の真ん中にホウチされる。到着早々荷物を盗難されかけたり、買い物で高額な値段をふっかけられるなど前途多難なスタートであったが、なんとか一軒家を見つけて暮らし始め、持ち前の明るさと努力で生活を充実させてゆく。数多くの人たちの手助けを受けながら現地の習慣や料理を覚え、アルバイトは飲食店と動物保護施設を掛け持ち。特に後者では人食いワニやヘビ、ライオンなどを他の飼育員と同様に扱い、はじめは怯えながら動物に接していた彼女も終盤にはヘビやライオンに直に触れるまでに成長した。一方プライベートでは、2人のザンビア人男性に恋心を抱かれ、結局付き合うことは無かったものの、世界遺産・ヴィクトリアの滝に掛かる「ルナレインボー（月光の虹）」や、樹齢1000年のバオバブの樹の上から眺める夕陽など大自然の国らしいデートを重ねた。他にもアルバイト先の女性たちと女子会を開いたり、表敬訪問した元・王族からも好意的に歓迎されるなど、ザンビアの人々の温かさに包まれた90日間となった。最後は世話になった人々を自宅に招き、すべて手作りした料理でお別れパーティを開いて感謝を伝えた。
■森田悟（スパローズ）「芸歴20年 崖っぷち芸人」
- ホウチ先： ボリビア・ラパス

ラパスは富士山頂並みの標高で酸素が薄い上に街じゅうに野犬が溢れ、強盗発生件数も増加中という過酷な街。森田は全く理解できないスペイン語と、「街なかに合っている時計がひとつもない」というほど「細かいことを気にしない」ボリビアの国民性に苦労し続けることになる。新築と聞いて訪ねたアパートは入居時点でも未完成、消防署を訪ねると飛び入りでレスキュー訓練に参加することになり崖で宙づりにされたり、歯科医では注文ミスで前歯に金色の縁取りをされたり、アルバイト先として入ったサーカス団では何故か空中ブランコを練習させられた挙句唐突に本番に出演させられて大失敗するなど、ハプニング続きの90日間だった。しかし生活面ではアパートの上の階に暮らしている大家さん一家に毎日のように食事をご馳走になり、また現地で知り合った友人とチチカカ湖へ旅行に行くなど充実した一面もあった。最終日は期間途中に渡米した大家さん夫婦に代わって面倒を見てもらっていた大家さんの息子一家と、盆地の夜景を見渡せるアパートの屋上でバーベキューをする。しかしそれも煙の出しすぎで警察が来るなど、最後の最後までハプニング続きであった。
■ベン山形「村上ショージの愛弟子」
- ホウチ先： タイ・バンコク

34歳で脱サラして山形から上京、村上ショージに弟子入りしたベンは、吉本興業の「アジア住みます芸人プロジェクト」による派遣を兼ねてタイにやってきた。住居は住人専用のプール・ジムが付いて家賃1万円台という破格の上質物件に巡り会う。その後もバンコク各地に出向いて現地らしいリポートを行ったが、番組予算の関係で同行スタッフが一時帰国。その間タイ語はおろか英語もほとんど使えないコミュニケーション力不足や、1人でカメラをまともに扱えないといった致命的な欠点により素材のほとんどが使いものにならず放送機会が激減。終盤の88日目には見せ場を作るべく現地の女性に告白をするも、それ以前に普段から言葉がほとんど伝わっていなかったために相手にされなかった。なお彼のみ、前述のプロジェクトのため90日間経過後もバンコクに残り続けることとなった。

## 放送リスト
| 回 | 放送日        | 放送内容 | 備考                                 |
| -- | ------------- | --- | ------------------------------------ |
| 1  | 2015年4月23日 | 海外経験のないホウチ民が、言葉の通じない国で90日間生き抜く姿を観察 （4人のホウチ～■ゆりやん・■美晴・■森田の初日） | [ 2 ]                                |
| 2  | 2015年4月29日 | 話題芸人&女優がNYザンビア&ボリビアへ 世界4カ国放置&観察 （■ゆりやん・■美晴・■ベンが住む家を探す） |                                      |
| 3  | 2015年5月6日  | ■ゆりやん「大都会ニューヨークでルームシェア契約できる？」 ■ゆりやん「大都会ニューヨークでルームシェアする若者たちは一体どんな人？」 ■森田「酸素量が平地の６割！５００ｍ下の市街地にたどり着ける？」 ■ベン「家賃相場が東京の約１／２！！掘り出しもの物件を探せるのか？」                                                                                    |                                      |
| 4  | 2015年5月13日 | ■美晴「ザンビアで生きて行く上で欠かせないモノとは？」 ■ゆりやん「ゆりやんはニューヨーカーから笑いを取れるのか？！」 ■森田「ボリビアの家探し 日本と全く違う驚きの不動産事情が」 |                                      |
| 5  | 2015年5月20日 | ■美晴「ぼったくり被害続出！？ザンビア庶民が集う激安エリアでお買い物」 ■ゆりやん「実は超危険地帯！？何も知らずにぶらり散歩」 ■ゆりやん「イケメン男子との恋の始まり！？」 ■森田「日本なら裁判沙汰！？衝撃のボリビア流 物件契約」 ■ベン「超掘り出し物の物件を発見！？バンコクで家探し」 ■ベン「バンコクの夜に出現！？謎のアトラクション」                     |                                      |
| 6  | 2015年5月27日 | ■美晴「世界最大級の滝！！ヴィクトリアフォールズでザンビア人と初デート」 ■美晴「ザンビアのアメ横！？超巨大市場でお買い物デート」 ■森田「またもトラブル続出！？標高３８００ｍの新居にお引越し」 ■ゆりやん「大都会ニューヨークで初めてのアルバイト」 |                                      |
| 7  | 2015年6月3日  | ■森田「ヤブか？腕利きか？南米ボリビアで初めての歯医者」 ■美晴「時給なんと？？？円！！！人食いワニ相手に命懸けのアルバイト」 |                                      |
| 8  | 2015年6月10日 | ■美晴「犬を丸のみ！？村で野生のクロコダイルを捕獲！！」 ■ゆりやん「ハプニング続出！！日本と全然違うＮＹ流お花見！！」 ■森田「買い物でありえない悲劇！！街で飲んじゃいけないヤツを飲む！！」 |                                      |
| 9  | 2015年6月17日 | ■森田「強盗事件が急増中！！深夜２時のラパスの街にホウチ！」 ■ゆりやん「裏道に迷い込むと超危険！！深夜２時のニューヨークにホウチ！」 ■美晴「旅番組では絶対触れないディープスポット！！深夜２時のザンビアの街にホウチ！」 ■森田「首都ラパスから２３０ｋｍの大移動！！大家さん命懸けの里帰りに同行」                                                          |                                      |
| 10 | 2015年6月24日 | ■ゆりやん「次に日本で流行る料理はどれだ？ニューヨーク最大級のフードショー」 ■美晴「野生の王国で命がけの初体験！棒切れ１本でライオンに大接近！！」 ■森田「世界最悪の道デスロードで大災難！１５０ｍの断崖で宙づりに！」 |                                      |
| 11 | 2015年7月15日 | ■ゆりやん「本場ＮＹのガールズトークはスゴかった！キャンプ場でリアルSEX and the CITY」 ■森田「世界一標高の高い首都ラパスでさらに高い所に登らされ宙を舞う」 ■ベン「タイ・バンコクで発見！日本でやったら大問題のやつ！」 |                                      |
| 12 | 2015年7月22日 | ■ゆりやん「世界で５０００万人が登録！ニューヨーカー愛用アプリを使って人生初デート」 ■美晴「もう止まらない！恋か！？友情か！？ザンビアで恋の三角関係勃発！！」 |                                      |
| 13 | 2015年7月29日 | ■ゆりやん「観光や旅番組じゃまず行かない！ＮＹで大流行の”秘密バー”に潜入！」 ■美晴・■ゆりやん・■森田「今年流行の最新ファッションに変身！」 ■ベン「他に方法はなかったのか！？巨大なアレを使った謎の超豪快グルメ」 |                                      |
| 14 | 2015年8月5日  | ■美晴「樹齢１０００年の樹＆夜に現れる幻の虹！ザンビア流 大自然デート！」 ■ゆりやん「ゆりやんニューヨークの中心で水着になる」 ■森田「誕生日ケーキが火を吹く！ラテンのノリ炸裂のバースデーパーティに参加！」 ■ベン「真夜中のオフィス街に美女たちが集結！バンコクで大人気の屋台キャバクラへ！」                                                               |                                      |
| 15 | 2015年8月12日 | ■ゆりやん「放送コードギリギリ！？超過激なＮＹのゲイバーに行く！」 ■美晴「野生のカメレオンを捕まえる！」 ■森田「さようなら…ボリビアのパパとママ！突如やってきた大家さん夫婦との別れ」 |                                      |
| 16 | 2015年8月19日 | ■森田「これぞボリビア！泥棒市＆パンツ丸見え女子プロレス！」 ■ゆりやん「ＮＹのライブ会場で彼氏探し！念願の初キスの相手に出会えるのか！？」 ■美晴「金・男・結婚 リアルな価値観が露わに！美晴バイト仲間の女子会に参加！」 |                                      |
| 17 | 2015年8月26日 | ■美晴「アフリカ大陸の王家の末裔！莫大な富を持つチーフ・ムクニに会う！」 ■ゆりやん「テキーラ５杯で大勝負！なるか念願の人生初キッス！」 |                                      |
| 18 | 2015年9月2日  | ■森田「地球の裏側でも超人気！日本のアニメフェスに参加！」 ■ゆりやん「バージン娘のＮＹ恋物語最終章！本当に好きな彼とキスがしたい！」 |                                      |
| 19 | 2015年9月9日  | ■ゆりやん「バージン娘のＮＹ恋物語最終章 本当に好きな彼と最後にキスできるのか？」 ■森田「ボリビアが誇る絶景！アンデス山脈のど真ん中標高３７８０メートルの湖へ！」 | この回からゆりやんがスタジオに参加。 |
| 20 | 2015年9月16日 | ■美晴「さようならザンビア！美晴を巡る男たちの争いに第３の男が登場！」 ■森田「異国の地で決意の空中ブランコ！そこに衝撃の結末が！」 | この回から美晴がスタジオに参加。     |
| 21 | 2015年9月23日 | ■森田「さらばボリビア！ハプニングだらけの最終日！森田よ！これがボリビアだ！！」 | この回から森田がスタジオに参加。     |
| 22 | 2015年9月30日 | ■ゆりやん「グッバイ！憧れのニューヨーク 共に暮らしたルームメイトたちと最後の別れ」 ～90日間の未公開VTR～ ■森田「テレビの生放送に出演！」 ■美晴「美晴 自宅で蛇を飼う」 ■ゆりやん「アーティストの聖地で壁アートに挑戦」 ■森田「ボリビア最大のお祭りに参加」 ■ゆりやん「ブラジリアンワックスで股間に蝶が舞う！」 ■ベン「ベン山形 好きになった女性に愛の告白」 | 最終回 75分拡大スペシャル            |

## ネット局と放送時間
| 放送対象地域   | 放送局                    | 系列    | 放送期間                | 放送日時                     | 備考       |
| -------------- | ------------------------- | ------- | ----------------------- | ---------------------------- | ---------- |
| 関東広域圏     | TBSテレビ（TBS）          | TBS系列 | 2015年4月23日 - 9月30日 | 水曜 23:53 - 翌0:38          | 製作局     |
| 北海道         | 北海道放送（HBC）         | TBS系列 | 2015年4月23日 - 9月30日 | 水曜 23:53 - 翌0:38          | 同時ネット |
| 岩手県         | IBC岩手放送（IBC）        | TBS系列 | 2015年4月23日 - 9月30日 | 水曜 23:53 - 翌0:38          | 同時ネット |
| 宮城県         | 東北放送（TBC）           | TBS系列 | 2015年4月23日 - 9月30日 | 水曜 23:53 - 翌0:38          | 同時ネット |
| 山形県         | テレビユー山形（TUY）     | TBS系列 | 2015年4月23日 - 9月30日 | 水曜 23:53 - 翌0:38          | 同時ネット |
| 福島県         | テレビユー福島（TUF）     | TBS系列 | 2015年4月23日 - 9月30日 | 水曜 23:53 - 翌0:38          | 同時ネット |
| 静岡県         | 静岡放送（SBS）           | TBS系列 | 2015年4月23日 - 9月30日 | 水曜 23:53 - 翌0:38          | 同時ネット |
| 石川県         | 北陸放送（MRO）           | TBS系列 | 2015年4月23日 - 9月30日 | 水曜 23:53 - 翌0:38          | 同時ネット |
| 鳥取県・島根県 | 山陰放送（BSS）           | TBS系列 | 2015年4月23日 - 9月30日 | 水曜 23:53 - 翌0:38          | 同時ネット |
| 岡山県・香川県 | 山陽放送（RSK）           | TBS系列 | 2015年4月23日 - 9月30日 | 水曜 23:53 - 翌0:38          | 同時ネット |
| 広島県         | 中国放送（RCC）           | TBS系列 | 2015年4月23日 - 9月30日 | 水曜 23:53 - 翌0:38          | 同時ネット |
| 愛媛県         | あいテレビ（itv）         | TBS系列 | 2015年4月23日 - 9月30日 | 水曜 23:53 - 翌0:38          | 同時ネット |
| 福岡県         | RKB毎日放送（RKB）        | TBS系列 | 2015年4月23日 - 9月30日 | 水曜 23:53 - 翌0:38          | 同時ネット |
| 長崎県         | 長崎放送（NBC）           | TBS系列 | 2015年4月23日 - 9月30日 | 水曜 23:53 - 翌0:38          | 同時ネット |
| 熊本県         | 熊本放送（RKK）           | TBS系列 | 2015年4月23日 - 9月30日 | 水曜 23:53 - 翌0:38          | 同時ネット |
| 大分県         | 大分放送（OBS）           | TBS系列 | 2015年4月23日 - 9月30日 | 水曜 23:53 - 翌0:38          | 同時ネット |
| 近畿広域圏     | 毎日放送（MBS）           | TBS系列 | 2015年5月5日 - 10月13日 | 火曜 0:59 - 1:44（月曜深夜） | 遅れネット |
| 中京広域圏     | CBCテレビ（CBC）          | TBS系列 | 2015年5月6日 - 10月14日 | 水曜 23:53 - 翌0:41          | 遅れネット |
| 富山県         | チューリップテレビ（TUT） | TBS系列 | 2015年7月1日 - 12月2日  | 水曜 0:08 - 0:53（火曜深夜） | 遅れネット |

## スタッフ
- 構成：田中到、木野聡、寺田智和、デーブ八坂
- TM：荒木健一
- TD：寺尾昭彦
- CAM：坂口司
- VE：姫野雅美
- 音声：高橋康弘
- 照明：渋谷康治
- 編集：岩原大介
- MA：細川尚史、和田真由
- 音響効果：太田光則、山本達也（FREEDOM OF ZACK）
- CG：小室泰樹（ノットアットオール）、グレートインターナショナル
- 美術プロデューサー・美術デザイナー：太田卓志
- 美術制作：羽田一成
- 装置：坂本進
- 操作：山本晃靖
- クリエイティブ開発：安田英史
- メカシステム：庄子泰広
- 電飾：清水久敏
- 衣装：岡崎貴子
- 持道具：寺澤麻由美
- 協力：Yoshimoto Enter tainment（Thailand）Co..Ltd.
- 海外コーディネーター：TK Digital Corporation、VOICE JAPAN、日本ツーリストアルゼンチン 川辺好子
- 編成：岸田大輔
- 宣伝：小山陽介
- TK：岩橋千枝
- デスク：石川素子
- AP：松岡満枝、池澤由佳
- マネージメントプロデューサー：中川通成
- 海外ロケディレクター：千葉龍、高橋康弘、須藤拓也
- ディレクター：斉藤崇、加賀谷健吾、三浦信一、田中政行、高柳健人、斉木敏人、本田哲也
- 協力プロデューサー：中村聡太、田中裕樹（よしもとクリエイティブ・エージェンシー）
- チーフディレクター：井上整
- プロデューサー：渡邊宏（ジッピー・プロダクション）
- エグゼクティブプロデューサー：江藤俊久
- 制作協力：吉本興業、ZIPPY
- 制作著作：TBS

## 関連番組
- 午前零時の岡村隆史
- アイ・アム・冒険少年（前番組）
- ナイナイのお見合い大作戦!
- 「それってどんなヒト?」捜査バラエティ Gメン99